# Balisee

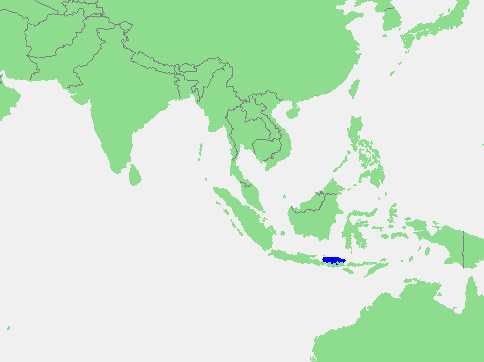
Lage der Balisee

Die Balisee (indonesisch Laut Bali) ist ein rund 45.000 Quadratkilometer großes und bis zu 1590 Meter tiefes Nebenmeer des Pazifischen Ozeans. Sie liegt im Malaiischen Archipel und ist ein tropisches Meer. Die Balisee wurde vom Hydrografen und Kapitän der Siboga, Gustaaf Frederik Tydeman, während der Siboga-Expedition 1899/1900 benannt.
Die Balisee erstreckt sich zwischen Bali und Sumbawa im Süden, der Ostküste Javas im Westen und den Kangeaninseln im Norden. Im Nordwesten schließt sich die Javasee, im Osten die Floressee an. Über die Balistraße und die Lombokstraße ist sie mit dem Indischen Ozean verbunden.
In der Ozeanographie wird die Balisee üblicherweise als Teil der Floressee betrachtet.

## Trivia
Im April 2021 sank die KRI Nanggala, ein U-Boot der Streitkräfte Indonesiens, in der Balisee. Es verschwand unter bisher ungeklärten Umständen auf einer Routinemission mit Torpedoübungen etwa 51 Seemeilen nördlich von Bali.
Koordinaten: 8° S, 116° O